# 青森県道192号岩崎深浦線
青森県道192号岩崎深浦線（あおもりけんどう192ごう いわさきふかうらせん）は、青森県西津軽郡深浦町を通る一般県道である。

## 概要
深浦町岩崎で国道101号から分岐してJR東日本五能線と交差、北上して深浦町深浦で再び国道101号に合流する、延長8,234mの路線である。
2003年度より1,120mの区間について道路改築が事業化されているが、予定では15年以上にわたって行うとされており、2011年度末時点での進捗は1割あまりに過ぎない。
中山峠を挟む深浦町玉坂から同町浜町にかけての5.3kmの区間については冬期間閉鎖される。なお、閉鎖期間はおおむね12月上旬から翌年4月上旬までであり、2011年冬季の場合は12月1日から4月10日までであった。

### 路線データ
- 起点：西津軽郡深浦町大字岩崎[4]
- 終点：西津軽郡深浦町[4]

## 歴史
- 1961年（昭和36年）2月10日 - 県道に認定される[4]。

## 地理

### 交差する道路
- 国道101号（起点・終点）